# Polyplax hannswrangeli
Polyplax hannswrangeli – gatunek wszy z rodziny Polyplacidae. Powoduje wszawicę. Pasożytuje na nornicy rudej (Myodes glareolus).
Wszy te mają ciało silnie spłaszczone grzbietowo-brzusznie. Samica składa jaja zwane gnidami, które są mocowane specjalnym "cementem" u nasady włosa. Rozwój osobniczy trwa po wykluciu się z jaja około 14 dni. Występuje na terenie Europy.